# Hōnen-Matsuri
Hōnen-Matsuri (jap. 豊年祭, Hōnen bedeutet „reiches Erntejahr“, Matsuri ist ein Fest oder Feiertag) ist ein Fruchtbarkeitsfest, das jedes Jahr am Sonntag vor dem 15. März in einigen Teilen Japans gefeiert wird. Eines der zwei bekanntesten Feste findet beim Tagata-Schrein (Tagata-jinja) in der Stadt Komaki nördlich von Nagoya statt.
Das andere Hōnen-matsuri, auch Hime-no-miya-matsuri (姫の宮祭り) oder Hime-no-miya-Hōnen-matsuri genannt, wird am Sonntag vor dem 15. März am Ōagata-Schrein in Inuyama, ebenfalls in der Präfektur Aichi gefeiert. Das Fest und die damit verbundene Zeremonie feiern die Segnungen einer reichen Ernte und Wohlstand und Fruchtbarkeit im Allgemeinen.
Beide Feste unterscheiden sich dahingehend, dass ersteres von einer Phallussymbolik geprägt ist, letzteres von einer Vagina-Symbolik.

## Hōnen-matsuri am Tagata-Schrein

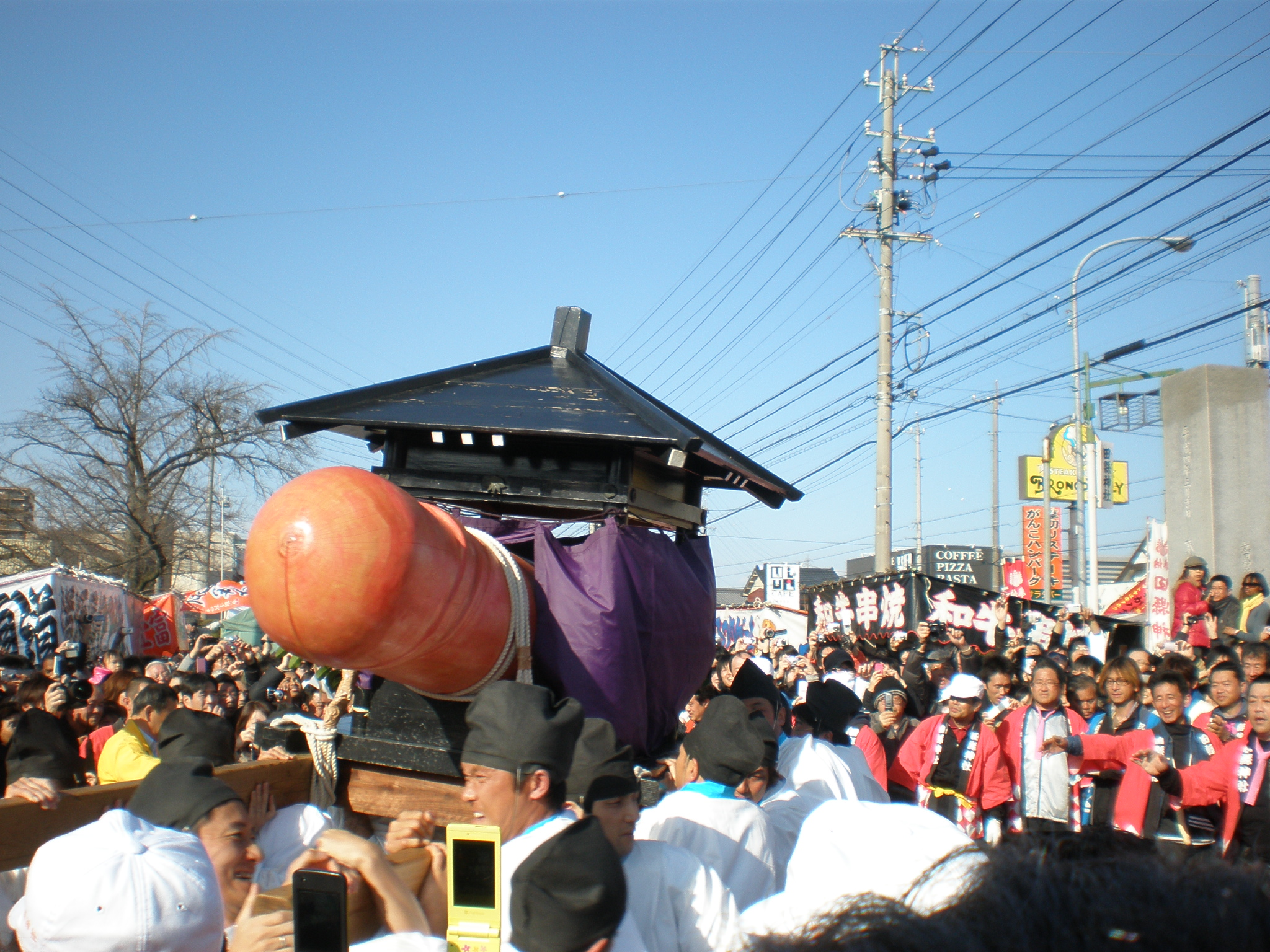
Hōnen Matsuri am Tagata-Schrein

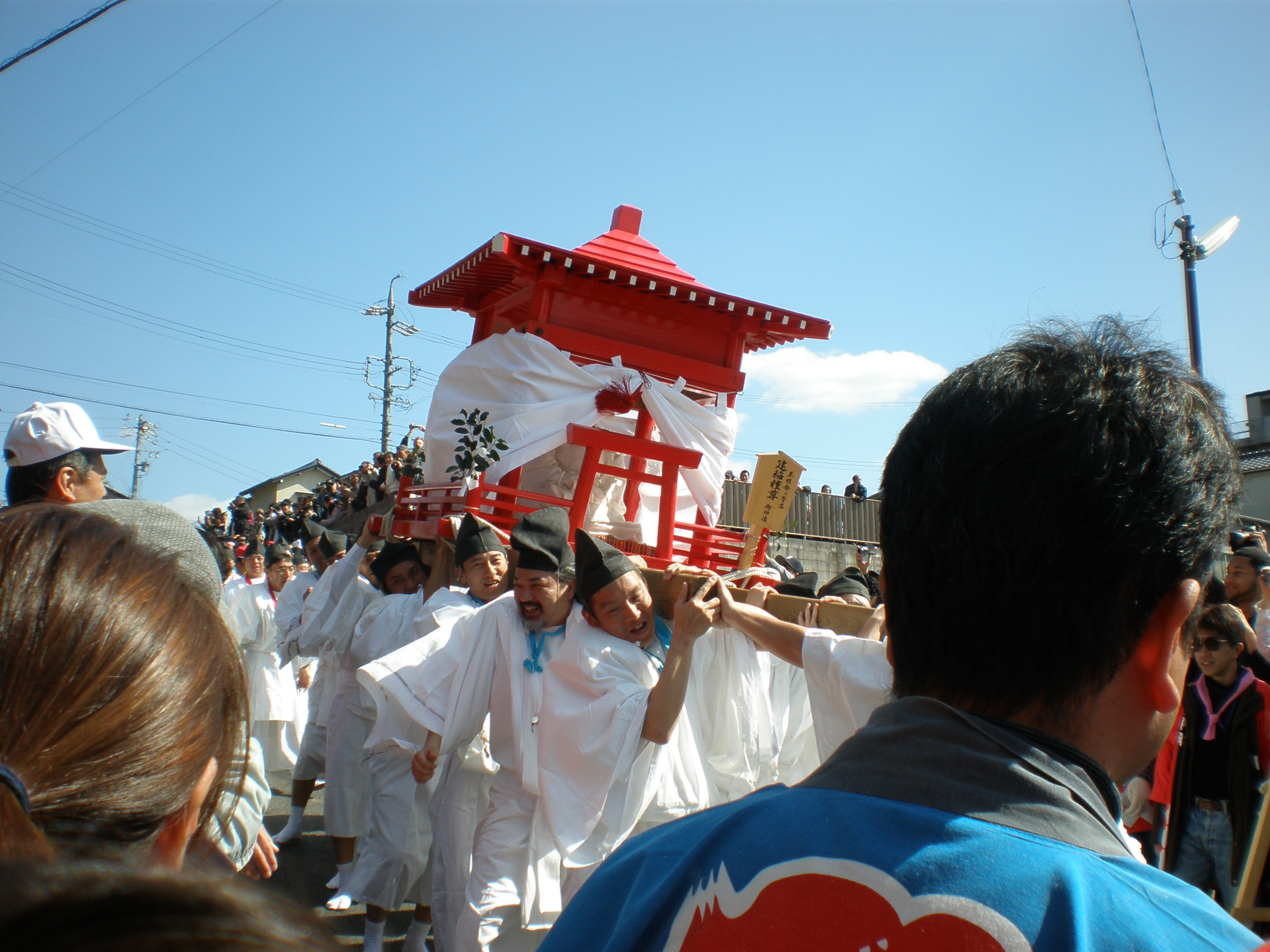
Hōnen Matsuri am Tagata-Schrein

Auf dem Fest spielen Shinto-Priester auf traditionellen Instrumenten. Es findet eine Prozession traditionell gekleideter Teilnehmer statt. Sake so viel man trinken kann und ein 280 kg schwerer, 2,5 m langer hölzerner Phallus gehören auch dazu. Dieser wird aus einem auf einem großen Hügel gelegenen Schrein namens Shinmei-sha zu einem anderen Schrein, Tagata-jinja hinuntergetragen.  
Das Fest beginnt um 10 Uhr am Tagata-jinja mit Festlichkeiten zur Vorbereitung zu der Prozession. Es werden alle Arten von Essen und Souvenirs (zu großen Teilen phallus-förmig oder damit in Verbindung stehend) verkauft.  Sake – wegen seiner Herkunft aus Reis ein Symbol für die Ernte – wird aus großen hölzernen Fässern reichlich ausgeschenkt.  Um etwa 2 Uhr nachmittags versammelt man sich dann am Shinmei-sha zum Beginn der Prozession.  Shintō-Priester sprechen Gebete und segnen die Teilnehmer und die mikoshi, die mit der Prozession mitgeführt werden, wie auch den großen hölzernen Phallus.  
Die nun folgende Prozession wird von Priestern angeführt, gefolgt von dem maskierten Kobold Tengu, dahinter folgen Musiker die Gagaku-Musik spielen. Nach diesen folgt eine Anzahl 36 Jahre alter Frauen, die 60 cm lange  Phallen tragen. Dann folgt ein Wagen, von dem aus weiter Sake an die Menge verteilt wird. Dann folgt schließlich der Mikoshi mit dem großen Phallus. Dieser wird nur von 42 Jahre alten Männern in weißer Kleidung getragen. Danach kommt ein Mikoshi mit einer Puppe des Gottes Takeinadane-no-mikoto.
Während sich die Prozession auf ihrem Weg hinunter zum Tagata-jinja begibt, wird der Phallus in seinem mikoshi hin und her geschwenkt, dann abgesetzt und es werden weitere Gebete gesprochen.  Man versammelt sich dann auf dem Platz vor dem Schrein und wartet auf den mochi nage, bei dem die Menge von Helfern von erhöhten Plattformen aus, mit kleinen Reiskuchen (Mochi) überschüttet wird. Das Fest endet um etwa 16:30 Uhr.

### Hōnen-matsuri am Tagata-Schrein
- Yamasa Institute Tagata Jinja - Hounen Matsuri Website (englisch)
- http://farstrider.net/Japan/Festivals/HounenMatsuri/ (englisch)
- http://www.thoeny.com/peter/tagata/tagata1.html (englisch)

### Hōnen-matsuri am Ōagata-Schrein
- Tourismusbehörde: Hime-no-miya-Hōnen-matsuri 2010 (japanisch, englisch)